# Giebelwald

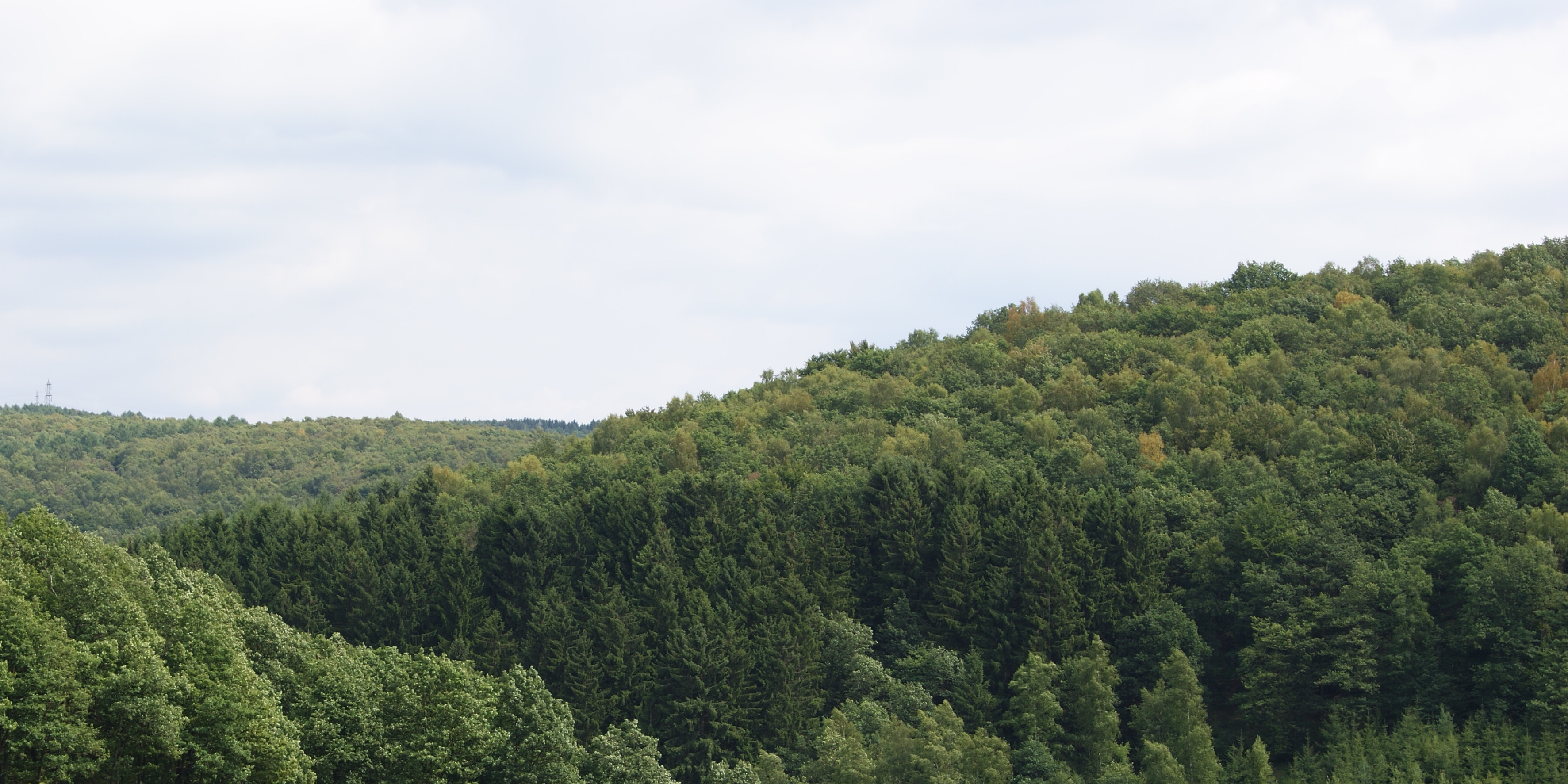
Giebelwald bei Niederndorf

Der Giebelwald ist ein rechts der Sieg bei Mudersbach gelegener Höhenzug im Siegerland. Er liegt im Landkreis Altenkirchen und Kreis Siegen-Wittgenstein in Rheinland-Pfalz und Nordrhein-Westfalen. Der dicht bewaldete Höhenzug ist am Giebelberg 527,8 m ü. NHN hoch.

## Geographie

### Lage
Der Giebelwald breitet sich zwischen Oberschelden im Nordosten, Mudersbach im Südosten, Kirchen im Südwesten und Niederfischbach im Nordwesten aus; die Stadtmitte von Siegen liegt etwa 8,5 km nordöstlich des Waldgebiets. Er ist in Südost-Nordwest-Richtung etwa 6 km lang und in Nordost-Südwest-Richtung rund 4 km breit.

### Naturräumliche Zuordnung
Der zum naturräumlichen Siegerland (Haupteinheit 331) gezählte Giebelwald (331.5) bildet zusammen mit dem sich südlich anschließenden Hellerbergland (331.3) einen Riegel, der das Kern-Siegerland mit dem Siegener Kessel im Osten vom sich westlich anschließenden, zum Mittelsieg-Bergland (Haupteinheit 330) gehörigen Morsbacher Bergland (330.21) trennt. Im Niederschelden-Betzdorfer Siegtal (331.4) durchstößt die Sieg diesen Riegel.
Zum Naturraum Giebelwald wird neben dem eigentlichen Höhenzug auch das sich westlich anschließende, dicht bewaldete Tal der Unteren Asdorf von nah deren Mündung flussaufwärts bis knapp oberhalb der Mündung des Löcherbaches gezählt.

### Fließgewässer
Aufgrund der geringen Ausdehnung bei gleichzeitiger Abgeschlossenheit als Höhenzug finden sich im Inneren des Giebelwaldes nur kleinere Fließgewässer. Folgende, im Uhrzeigersinn (beginnend im Osten) geordnete Bäche entspringen unter anderem im Giebelwald (in Klammern Zielgewässer sowie Länge und – sofern bekannt – Größe des Einzugsgebiets):{
- Schelderbach (zum Gosenbach; 3,136 km, 4,267 km²)[5] – östlicher Randbach
- Schinderbach (zum Gosenbach; 3,727 km, 3,945 km²)[5]
- Oehlsbach (zur Sieg; 1,420 km, 1,345 km²)[5]
- Hornbachseifen (zur Sieg; 0,863 km; 0,719 km²)[6]
- Eutebach (zur Sieg; 0,933 km; 0,428 km²)[6]
- Vollmersbachgraben (zum Vollmersbach; 0,874 km; 0,438 km²)[6]
- Vollmersbach (zur Sieg; 3,776 km, 4,969 km²)[5]
- Auenseifen (zum Vollmersbach; 1,366 km; 2,283 km²)[6] – über die Seifen 1,950 km lang
- Seifen (zur Auenseifen; 1,373 km; 1,201 km²)[6]
- Burbach (zur Sieg: 0,355 km; 0,584 km²)[6]
- Wehbach (zur Asdorf; 1,642 km; 0.856 km²)[6]
- Hubenkopfbach (zur Asdorf; 0,768 km; 0,293 km²)[6]
- Wüstseifen (zur Asdorf; 0,237 km; 0,342 km²)[6]
- Wäschbach (zur Asdorf; 1,032 km; 0,826 km²)[6]
- Fillbach (zur Asdorf; 0,511 km; 0,313 km²)[6]
- Otterbach (zur Asdorf; 3,268 km; 3,395 km²)[6]
- Uebach mit NSG Uebachtal (zum Fischbach; 3,425 km, 5,945 km²)[5]
- Käsbach (zum Uebach; 2,012 km;[5] ca. 1,51 km²[7])
- Heisberg (zum Fischbach; 2,428 km; 2,568 km²) – nördlicher Randbach

Das Tal der Asdorf ist ein von Wiesen begleitetes Kerbsohlental, die Täler der kleineren Bäche sind schwach ausgeprägte Kerbtäler. Am zentralen Giebelberg treffen die Teileinzugsgebiete von Vollmersbach (SO), Otterbach (W), Käsbach (N) und Uebach (NO) aufeinander.

### Ortschaften
Der durchgehend bewaldete und praktisch unbesiedelte Giebelwald ist durch stark besiedelte Fluss- und Bachtäler deutlich von seinem Umland getrennt. Im Uhrzeigersinn sind das (Ortschaften sind gegenüber den Fließgewässern eingerückt):
- Schelderbach (bachabwärts, Nordostgrenze)
  - Oberschelden (Nordosten)
  - Gosenbach (nördlicher Osten)
- Gosenbach (bachabwärts, südliche Ostgrenze)
  - Niederschelderhütte (Ortsteil von Mudersbach, jedoch unmittelbar westlich Niederscheldens; südlicher Osten)
- Sieg mit dem Niederschelden-Betzdorfer Siegtal (flussabwärts, Südgrenze)
  - Mudersbach (Südosten)
  - Brachbach (östlicher Süden)
  - Kirchen (westlicher Süden)
- Asdorf (flussaufwärts, West- und Nordwestgrenze)
  - Niederfischbach (Nordwesten)
- Fischbach (bachaufwärts, mittlere Nordgrenze)
  - Niederndorf (Norden)
  - Oberfischbach (östlicher Norden)
- Heisberg (bachaufwärts, östliche Nordgrenze)
  - Heisberg (äußerster Nordosten)

## Natur

### Geologie
Der Giebelwald ist ein fast vollständig bewaldeter Härtlingsrücken aus widerstandsfähigen Grauwackensandsteinen und Tonschiefern, in die verschiedentlich Sideritgänge eingeschlossen sind.

### Flora und Fauna
Der Giebelwald ist in Höhenlagen mit Mischwald und Fichtenforsten bewaldet, in Niederungen vornehmlich mit Laubwald, darunter insbesondere die für das Siegerland typische Niederwaldwirtschaft mit Haubergen. Unter den Pflanzen finden sich vor allem Buchen, Birken, Eichen, Ahorne und Fichten, auch ist viel Totholz im Giebelwald zu finden. Totholz stellt als Lebensraum und Nahrungsquelle für viele Tiere einen wichtigen Bestandteil von Wäldern dar. Zu den Tieren des Giebelwaldes gehören unter anderem Rothirsche, Damhirsche, Rehe, Wildschweine, Füchse, Marder, Rotmilane, Mäusebussarde, Eichelhäher, Kröten, Salamander, Waldeidechsen, Blindschleichen, Ringelnattern und unzählige Gliederfüßer.

### Schutzgebiete
Im Giebelwald liegen Teile der Landschaftsschutzgebiete Freudenberg (CDDA-Nr. 390054; 2003 ausgewiesen; 42,3403 km² groß) und Siegen (CDDA-Nr. 390075; 2008; 75,9459 km²), des Fauna-Flora-Habitat-Gebiets Giebelwald (FFH-Nr. 5113-302; 10,73 km²) sowie des Vogelschutzgebiets Westerwald (VSG-Nr. 5312-401; 28,948 ha). Am Nordrand befindet sich das Naturschutzgebiet Uebachtal (CDDA-Nr. 378305; 2003; 16,93 ha).

## Verkehr und Wandern
Nordöstlich vorbei am Giebelwald verläuft die Bundesautobahn 45, von der die durch das Tal der Sieg führende Bundesstraße 62 an der etwas ostnordöstlich des Waldgebiets liegenden Anschlussstelle Siegen abzweigt. Durch andere Bachtäler führen Landes- und Kreisstraßen. Im Wald verlaufen viele Wanderwege und -pfade, so zum Beispiel der Europäische Fernwanderweg E1 und der 6,8 km lange Giebelwaldrundweg.